# سبينيتو سكريفيا
سبينيتو سكريفيا (بالإيطالية: Spineto Scrivia)‏ هي بلدية في مقاطعة ألساندريا في إقليم بييمونتي في إيطاليا.

## السكان
في سنة 1861 بلغ عدد السكان 658 نسمة، وتطور العدد ليصل في سنة 2011 لـ 332 نسمة.
يظهر هذا المخطط البياني تطور النمو السكاني لـ سبينيتو سكريفيا